# Wilhelm Haupt (Konsistorialrat)

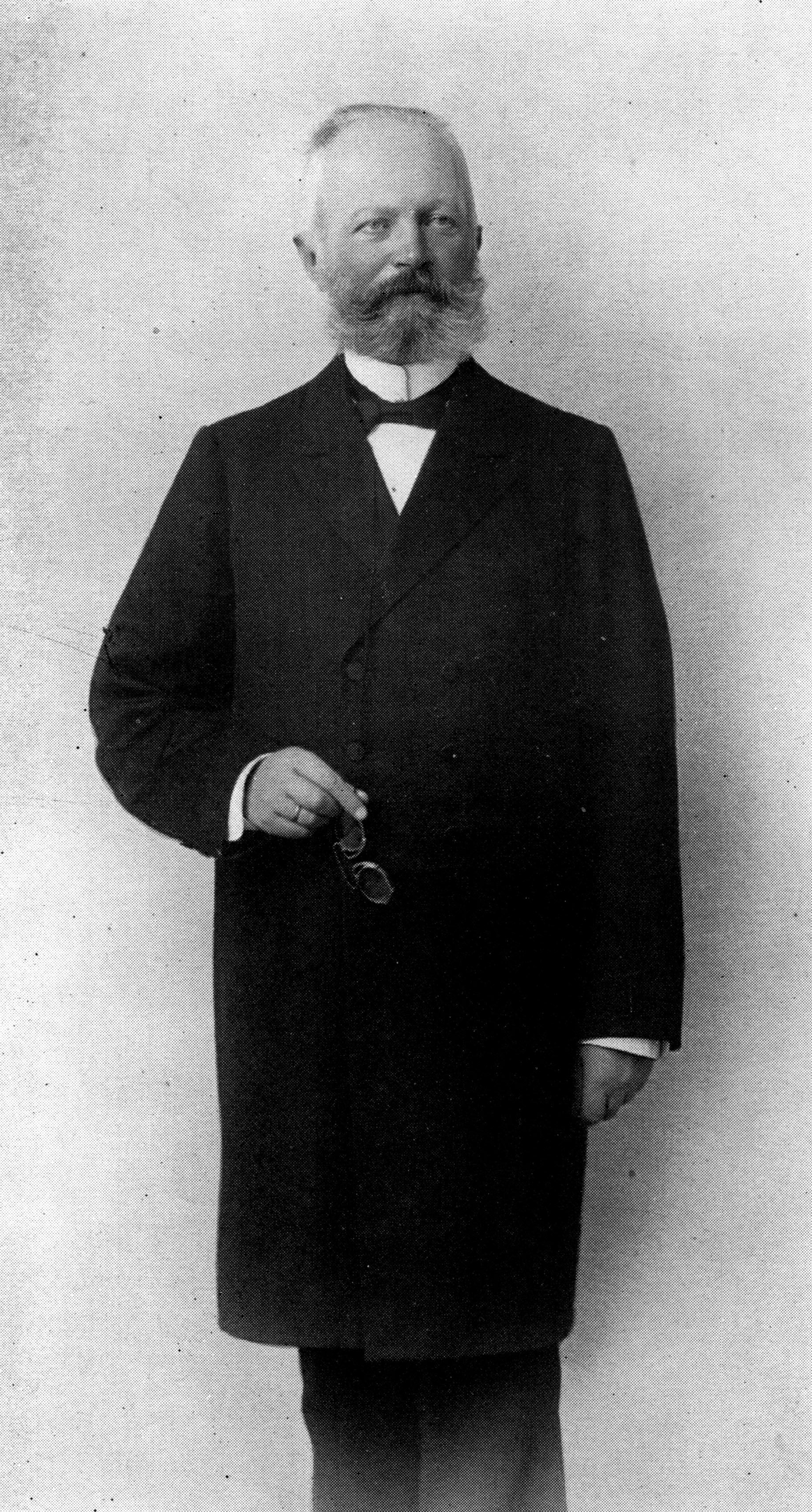
Wilhelm Haupt

Gotthard Emil Theodor Wilhelm Haupt (* 6. Juli 1846 in Stralsund; † 26. Januar 1932 in Breslau) war ein deutscher Theologe und Oberkonsistorialrat.
Wilhelm Haupt war ein Sohn des Stralsunder Lehrers Christian Friedrich Samuel Haupt (* 1803) und dessen Frau Wilhelmine, geb. Rönnberg. Ein Jahr nach seiner Geburt zogen die Eltern nach Stettin. Nach dem Besuch des Marienstiftsgymnasiums begann Wilhelm Haupt 1863 das Studium der Theologie in Berlin. Nach dem Studium arbeitete er zwei Jahre als Hauslehrer in Karow in Mecklenburg und danach als Hilfsprediger in Zettemin sowie in Roßla. Haupt nahm am Deutsch-Französischen Krieg als Lazarettgeistlicher in Orléans teil und erhielt dafür die Kriegsdenkmünze für Nichtkombattanten.
Nach einer kurzen Anstellung als Lehrer am Gymnasium zu Gütersloh kam Haupt 1873 als Schlossprediger nach Putbus und wurde zugleich Religionslehrer am dortigen Pädagogium. Im Herbst 1881 wurde Haupt als Pastor prim. an die St. Marienkirche in Stargard berufen. Ein Jahr später folgte seine Ernennung zum Superintendenten der Diözese Stargard.
Mit Beginn des Jahres 1900 wurde Haupt Konsistorialrat, Hof- und Schlossprediger an der Schlosskirche zu Stettin. Dann erfolgte die Berufung zum Generalsuperintendenten des neugebildeten Sprengels Liegnitz der Kirchenprovinz Schlesien. Die evangelisch-theologische Fakultät der Universität Breslau verlieh ihm die Ehrendoktorwürde. Während seines Ruhestands engagierte sich Wilhelm Haupt für die Bodenreform. Der Bund der Bodenreformer ernannte ihn zu seinem Vorstandsmitglied.
Haupt war verheiratet mit Clara „Käthe“ Mänß, der zweiten Tochter des Steuerinspektors Allvill Mänß in Stettin. Der Ehe entsprangen acht Söhne. Zwei Söhne fielen im Ersten Weltkrieg als Kompanieführer in Frankreich, drei wurden schwer verwundet.
Wilhelm Haupt wurde auf dem Neuen Salvator-Friedhof in Breslau neben seiner Ehefrau begraben.